# Lahijan
Lahijan este un oraș din Iran.